# Pankratiuskapelle (Niebelsbach)

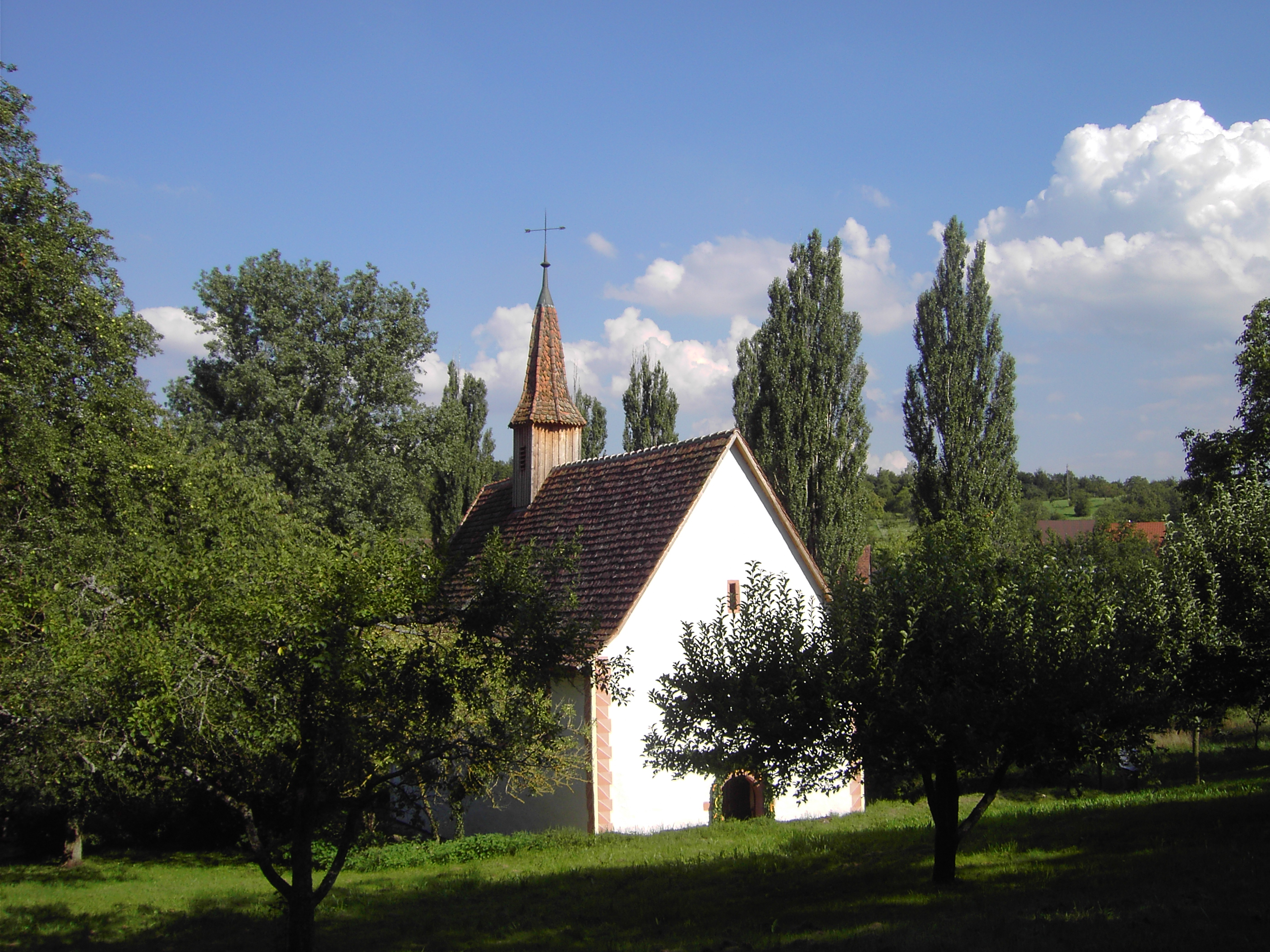
Pankratiuskapelle Niebelsbach

Die Pankratiuskapelle in Niebelsbach, einem Ortsteil von Keltern im Enzkreis in Baden-Württemberg, ist hochmittelalterlichen Ursprungs. Die Kapelle weist historische Wandmalereien auf. Eine landesweite Seltenheit ist außerdem das in der Kirche befindliche Blockgestühl aus dem 18. Jahrhundert. Die Kirchengemeinde gehört zum Kirchenbezirk Neuenbürg in der Evangelischen Landeskirche in Württemberg.

## Geschichte
Aus weitgehendem Mangel aus Urkunden kann über die frühe Geschichte der Kapelle nur aufgrund von baulichen Befunden berichtet werden. Der älteste Teil der Kapelle ist der Westteil aus romanisch-frühgotischer Zeit um 1200 bis 1250. Um 1391 wurde der Kapelle eine neue Pfründe gestiftet. In der Mitte des 15. Jahrhunderts wurde die Kapelle nach Osten um die östliche Hälfte des Langhauses und den spätgotischen Chor mit seinen Maßwerkfenstern erweitert. Im 17. Jahrhundert fanden wohl Umgestaltungen im Inneren statt, da man damals ein altes Weltgerichtsbild übermalt und den Chor neu ausgemalt hat. 1692 wurde das Glöcklein der Kapelle von Franzosen gestohlen. 1706 und 1722 gibt es Berichte über das schadhafte Dach. 1731 war die Kapelle repariert, vermutlich hat man dabei auch die Fenster in der Westhälfte umgestaltet und das heute noch vorhandene Gestühl beschafft. Noch immer fehlte aber das Glöcklein. 1802 war die Kirche bereits wieder in schlechtem Zustand, der auch in den Folgejahren bemängelt wurde. 1821 war die Kapelle wieder repariert. Dennoch gab es 1827 Überlegungen, die Kapelle abzureißen. Sie blieb zwar erhalten, aber geriet weiter in Verfall.
Nach dem Zweiten Weltkrieg kamen Überlegungen zu einer Sanierung der Kapelle auf, nachdem der Boden von Moos überwachsen war und die Wandgemälde abbröckelten. 1948 wurden die Wandgemälde konserviert, gleichzeitig wurde die Dachdeckung erneuert, die Kirche trockengelegt und neue Glasfenster eingesetzt. Am 1. Mai 1949 konnte die Kapelle wieder eingeweiht werden. Nachdem man 1956 Holzschädlinge entdeckt hatte, wurde die Kirche 1957 umfassend renoviert. 1975 wies das Bauwerk erneute Schäden auf. Bei der Untersuchung von Mauerrissen stieß man auf weitere Wandmalereien. 1977 wurde die Kapelle ausgebessert, 1981 erfolgten nochmalige Reparaturen am Dachreiter.
Die letzte Renovierung der Kirche fand 2005/06 statt. Schwerpunkt der Arbeiten war die Sanierung des Dachstuhls. Außerdem konnte auch eine neue Glocke von der Glockengießerei Bachert in Karlsruhe in Empfang genommen werden.
Neben der Kapelle befindet sich der Märzenbrunnen, der 1991 vom örtlichen Obst- und Weinbauverein neu gestaltet wurde und der im Frühjahr (März) Wasser enthält.

## Beschreibung

### Architektur
Die Pankratiuskapelle ist ein längsrechteckiger, von einem Satteldach mit Dachreiter überspannter Bau, der nach Osten hin mit einem Drei-Achtel-Chor schließt. Im Chor befinden sich spätgotische spitzbogige Maßwerkfenster. Die Kirche ist außen mit Kalkmörtel verputzt und weist als Besonderheit am Chor eine farbige Außenfassung mit angedeuteter diamantierter Quaderung auf.
Der Zugang zur Kapelle erfolgt durch ein rundbogiges Portal an der westlichen Giebelseite, das im Inneren korbbogig überfangen ist. An der Südseite befindet sich ein später hinzugefügtes rechteckiges Portal. Ebenso an der Südseite lässt ein Mauerversatz den Übergang von älteren westlichen Bauteilen zu den später erneuerten östlichen Bauteilen erkennen. Im älteren Bereich befindet sich eine kleine rundbogige Nische. Rechts neben dem Südeingang ist außerdem noch ein kleines spätmittelalterliches Fenster mit gekehltem Gewände und steinernem Mittelstab.
Im Innern ist der von einer Flachdecke überspannte Chor vom Langhaus durch einen spitzbogigen Triumphbogen abgetrennt. Im Westen des Langhauses ist eine Empore eingezogen.

### Wandmalereien
Die Wandmalerei an der zum Langhaus gerichteten Seite des Triumphbogens zeigt Christus als Weltenrichter mit den Fürbittern Maria und Johannes Baptist. Im Chor befindet sich eine Darstellung der Aufrichtung der ehernen Schlange, der eine Kreuzigungsszene gegenübergestellt ist. Außerdem befinden sich in der Kirche insgesamt 13 Weihekreuze an den Wänden.

## Galerie

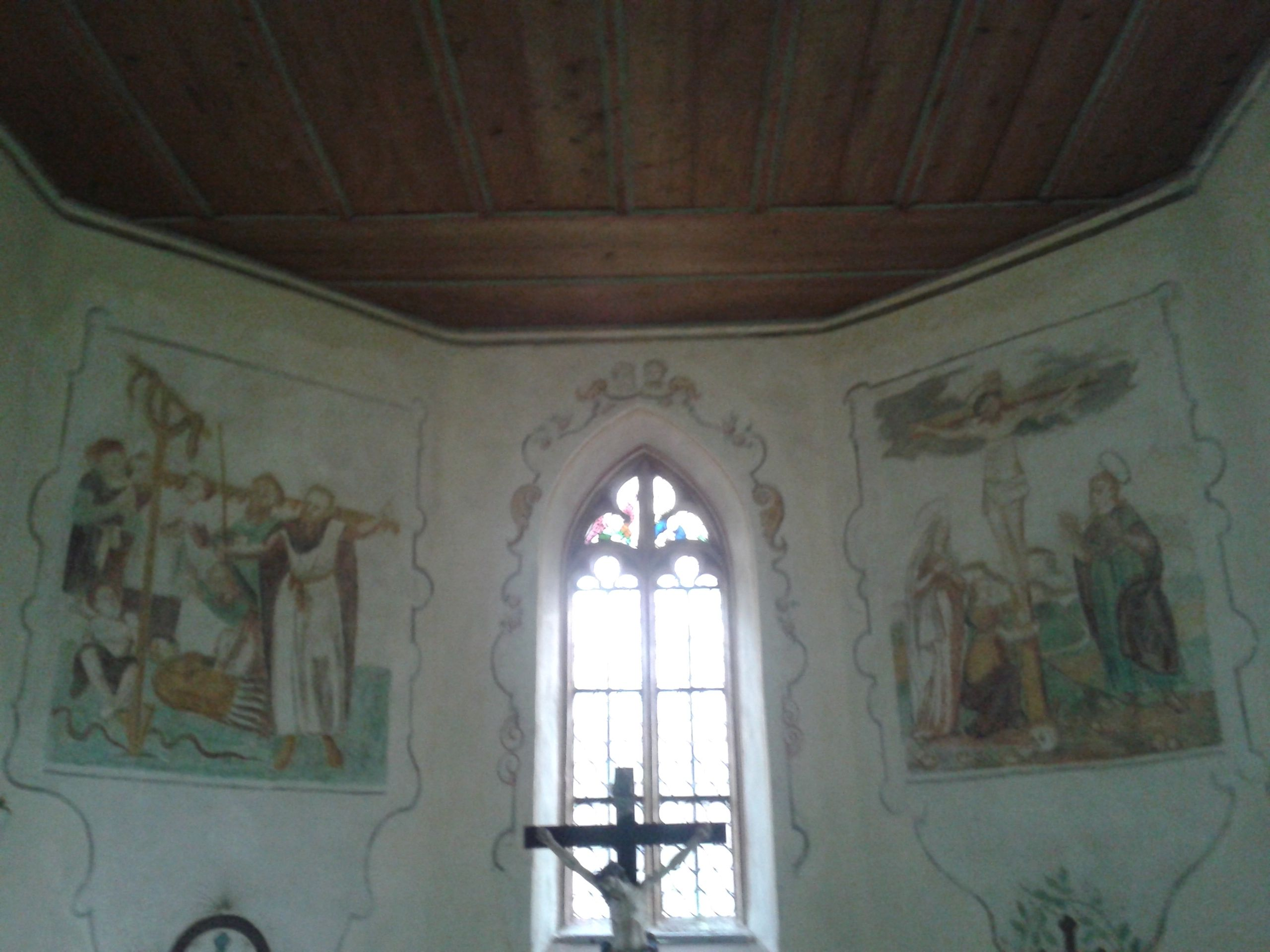
Chor innen Malerei um 1600
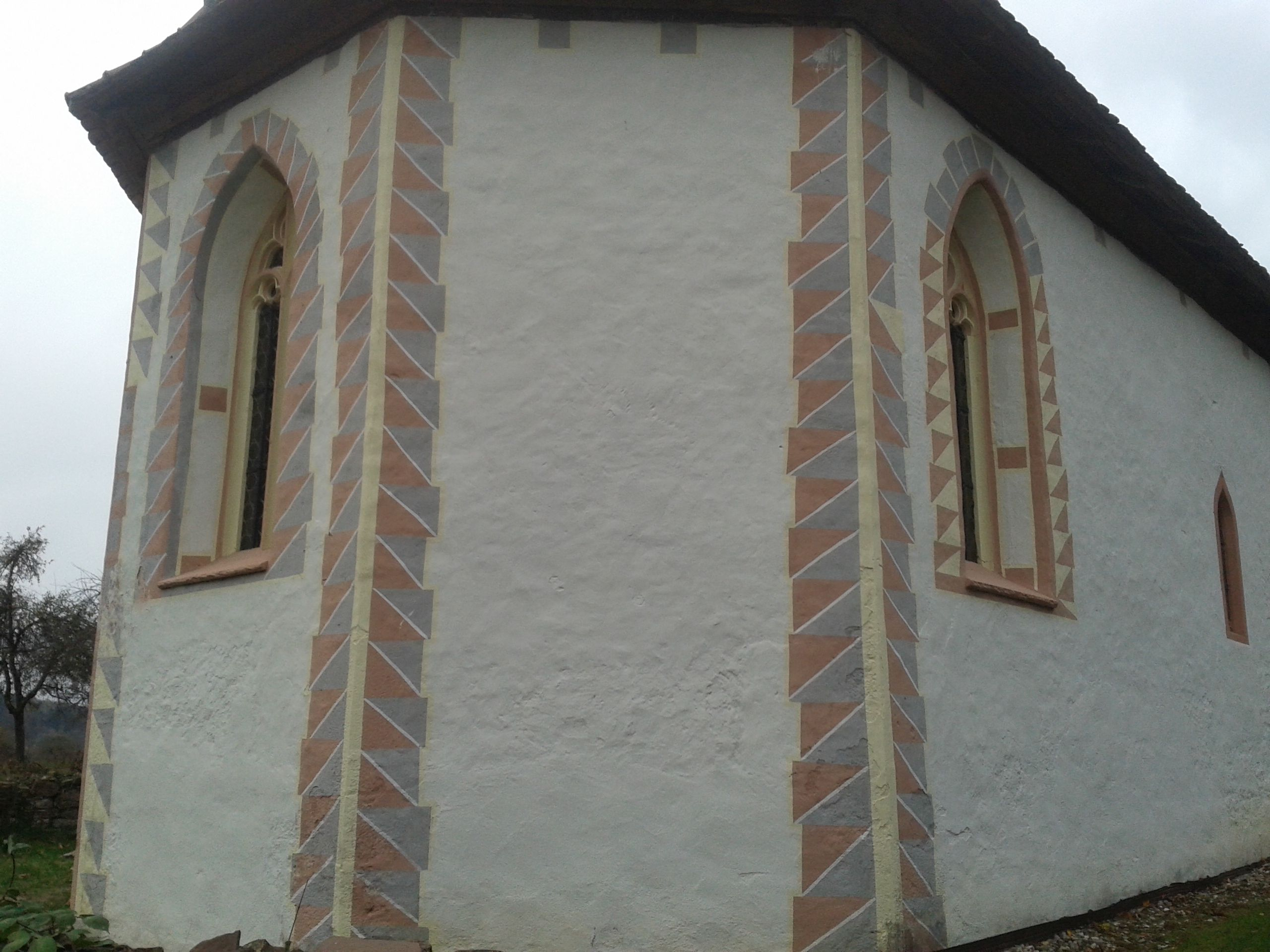
Chor
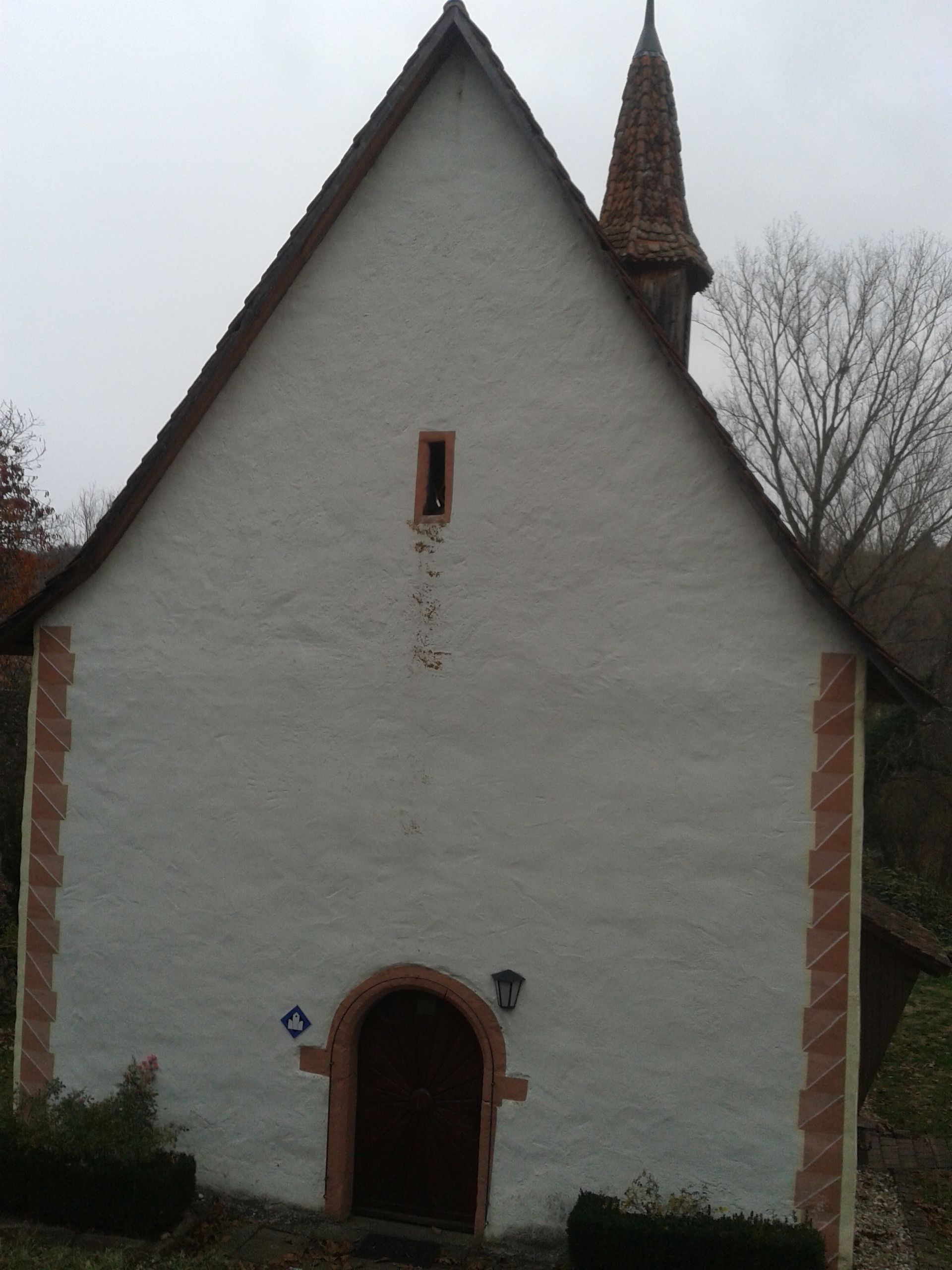
Rundbogenportal romanisch
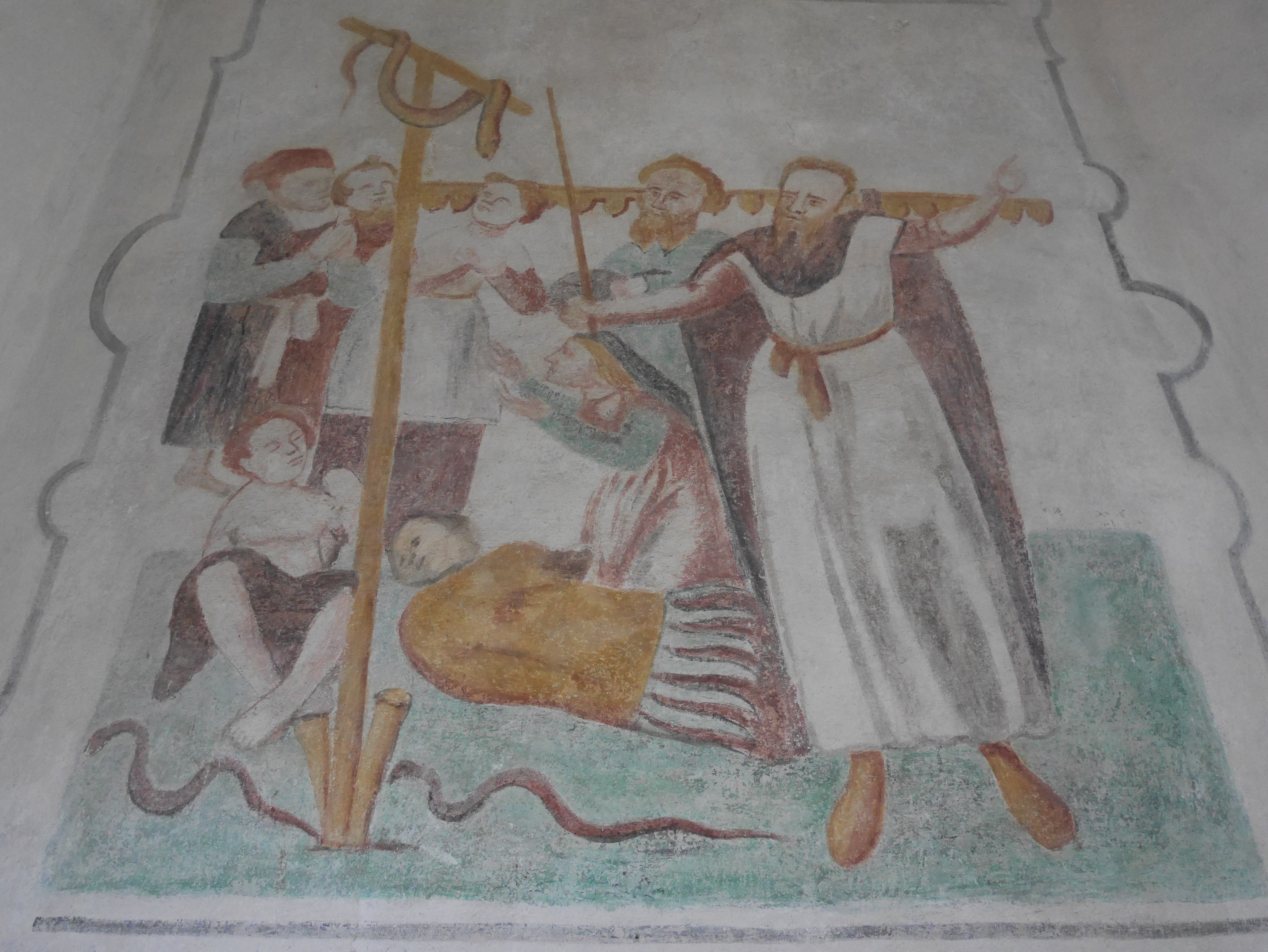
Chor Schlange
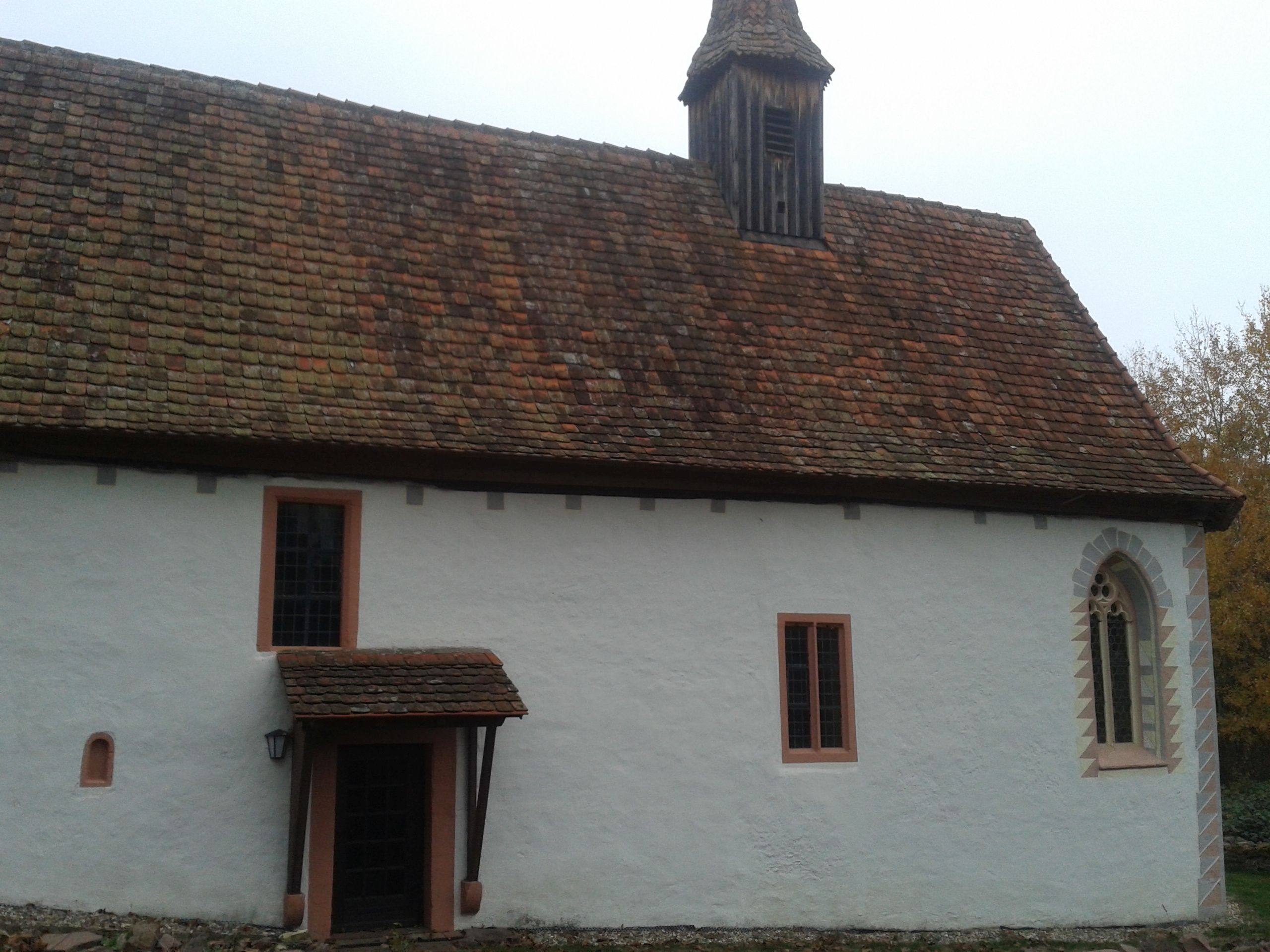
Südeingang
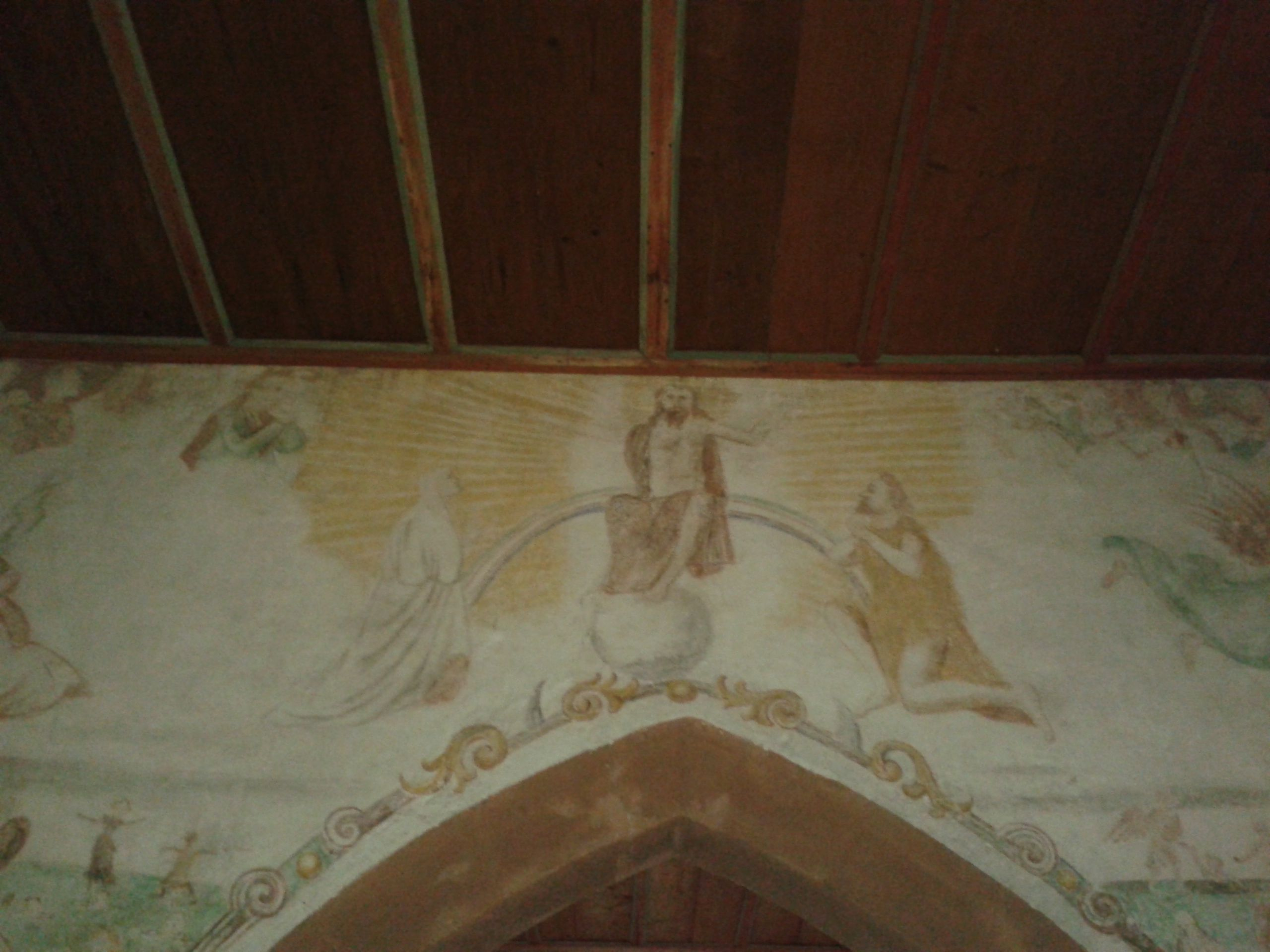
Weltenrichter
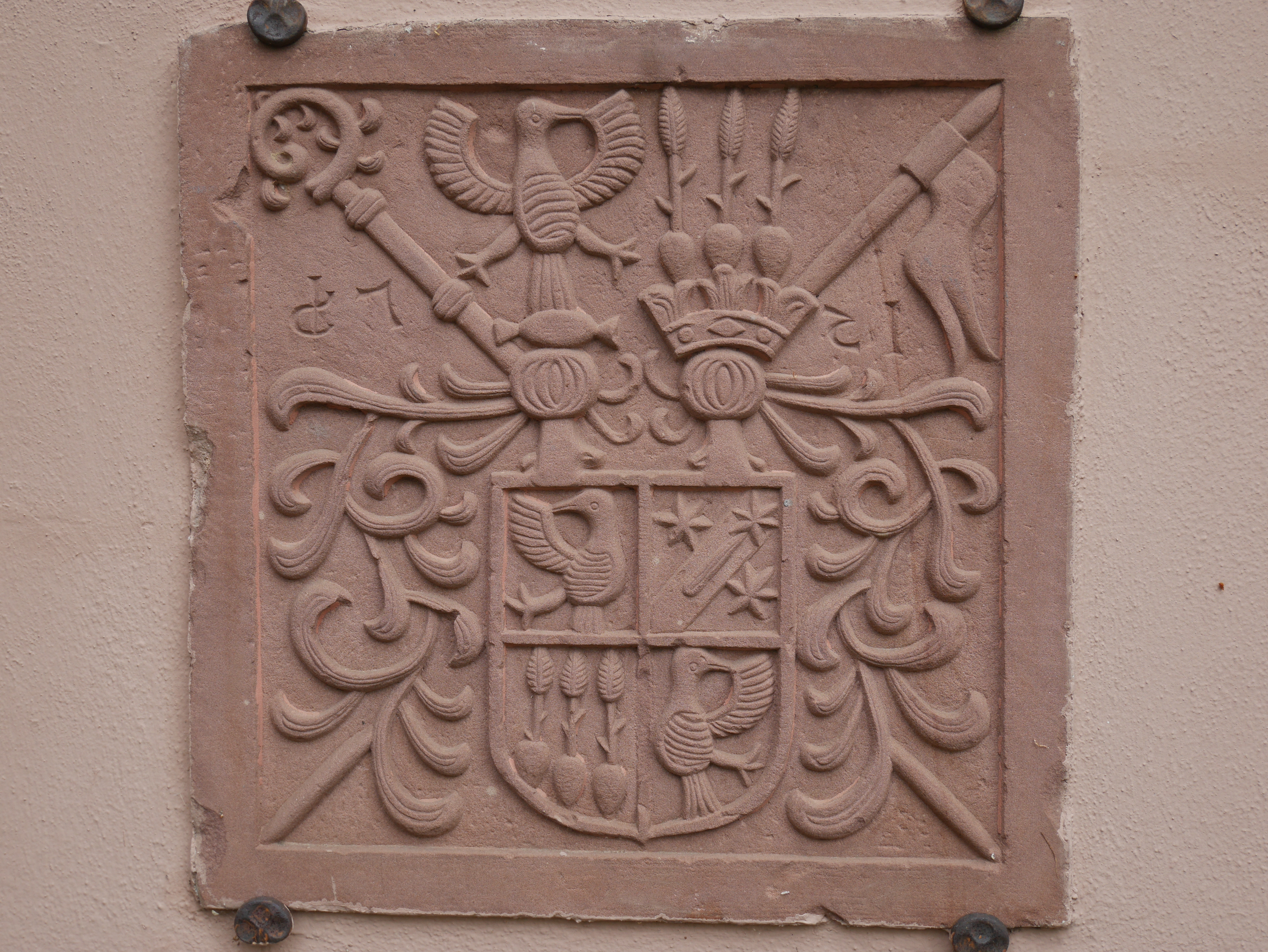
Angrenzender Hof Wappen Frauenalb

### Ausstattung
Der Altartisch im Chor stammt wohl noch aus der Bauzeit des Chors im 15. Jahrhundert. Hinter dem Altar ist ein barockzeitlicher Beichtstuhl erhalten, der in einer reformierten Kapelle eine konfessionsgeschichtliche Seltenheit darstellt.
Ein Teil des Gestühls ist Blockgestühl aus dem 18. Jahrhundert, das noch einen mittelalterlichen Gestühltyp repräsentiert und zu den seltenen Beispielen dieses Typs in Baden-Württemberg zählt. Auch Kanzel und Altarkruzifix stammen aus dem 18. Jahrhundert und sind ähnlich derb wie das Gestühl gefertigt.